# Jérôme Moïso
Jérôme Moïso (París, 15 de juny de 1978) és un jugador de bàsquet de nacionalitat francesa. Amb 2.08 metres d'alçada, jugava en la posició d'aler pivot.

## Carrera esportiva
Moïso va estudiar a la prestigiosa Universitat de Califòrnia-Los Angeles (UCLA) durant dos anys. Va ser triat en la primera ronda del Draft de l'NBA del 2000, en l'onzena posició pels Boston Celtics. Després del seu pas per Boston va jugar les següents 4 temporades a Charlotte i New Orleans Hornets, Toronto Raptors, New Jersey Nets i Cleveland Cavaliers, encara que en cap d'ells va disposar de minuts per demostrar la seva vàlua.
El 2006 decideix iniciar la seva aventura europea, recalant en les files de la Virtus de Roma, i posteriorment en la Fortitudo Bologna, abans d'arribar al maig de 2007 al Reial Madrid, amb el qual es proclamaria Campió de la Lliga ACB davant el Barça.
A l'estiu del 2007 signa contracte amb el DKV Joventut per una temporada, per intentar suplir Robert Archibald. Després d'una excel·lent temporada a Badalona, on aconsegueix guanyar la Copa del Rei i la Copa ULEB, se'n va d'Espanya per fitxar pel Khimki BC de la lliga russa on coincidiria amb jugadors com Carlos Delfino o Jorge Garbajosa.
L'experiència a Rússia no arriba a quallar a causa dels problemes d'adaptació que des d'un primer moment pateix el jugador, de manera que a mitjans de la temporada 2008-09 torna a Espanya per reforçar novament el DKV Joventut de cara a la segona volta de la lliga ACB. Durant l'estiu de 2009 el jugador es va desvincular del Joventut i va fitxar per una temporada pel Bilbao Basket. Després de finalitzar el seu contracte el Bilbao Basket decideix no renovar-lo després de la seva rendiment.